# The Jaguar Trap
Pour plus de détails, voir Fiche technique et Distribution.
The Jaguar Trap est un film muet américain réalisé par Tom Santschi et sorti en 1915.

## Fiche technique
- Réalisation : Tom Santschi
- Scénario : Emma Bell Clifton, d'après son histoire
- Production : William Nicholas Selig
- Date de sortie :  États-Unis : 24 mai 1915

## Distribution
- Tom Bates
- Marion Warner
- Charles Murphy
- Edith Johnson
- Lafe McKee
- Tom Santschi